# Bjørn Spydevold
Bjørn Anker Spydevold (Sarpsborg, 8 september 1918 – Greåker, 30 maart 2002) was een Noors voetballer die gedurende zijn carrière als middenvelder speelde voor Fredrikstad FK en Greåker IF. Spydevold was nadien actief als trainer-coach. Hij overleed op 83-jarige leeftijd.

## Interlandcarrière
Spydevold nam met het Noors voetbalelftal deel aan de Olympische Zomerspelen 1952 in Helsinki, Finland. De ploeg onder leiding van Engelse bondscoach Frank Soo verloor in de eerste ronde met 4-1 van buurland Zweden, waardoor de Noren al na één duel hun koffers konden pakken. In totaal speelde Spydevold 37 officiële interlands voor zijn vaderland in de periode 1945–1953.

## Erelijst
Fredrikstad FK
- Noors landskampioen

1951, 1952, 1954
- Noorse beker

1950